# Gun-Britt Öhrström
Gun-Britt Öhrström, född Holmstedt den 26 april 1935 i Stockholm, död den 21 september 1999 i Saltsjöbaden, var en svensk barn- och vuxenskådespelare.
Öhrström gifte sig 1963 med fotograf Lars Falck(1930–2015). Med namnet Gun-Britt Falck spelade hon tant Gredelin i fem filmer efter Elsa Beskows böcker.
Makarna Falck är gravsatta på Skogskyrkogården i Stockholm.

## Filmografi (i urval)
- 1941 – Fransson den förskräcklige
- 1942 – Tre glada tokar
- 1943 – Ordet
- 1946 – Eviga länkar
- 1957 – Lille Fridolf blir morfar
- 1958 – Åsa-Nisse i kronans kläder
- 1962 – En nolla för mycket
- 1963 – Tre dar i buren
- 1968 – Kvinnolek
- 1968 – ...som havets nakna vind
- 1968 – Tant Grön, tant Brun och tant Gredelin
- 1968 – Petters och Lottas jul
- 1970 – Petter och Lotta på nya äventyr
- 1975 – Maria

## Teater

### Roller
| År   | Roll           | Produktion                                                        | Regi              | Teater                 |
| ---- | -------------- | ----------------------------------------------------------------- | ----------------- | ---------------------- |
| 1946 | Patricia Frame | Morgondagens värld James Gow och Arnaud d'Usseau                  | Martha Lundholm   | Vasateatern Även turné |
| 1955 | Medverkande    | Alltid retar det nån, revy Lennart Anderzon och Tjadden Hällström |                   | Boulevardteatern       |
| 1956 | Medverkande    | Kom och sitt i knä't, revy Rune Moberg                            | Tjadden Hällström | Boulevardteatern       |
| 1961 | Medverkande    | Ursäkta handsken, revy Karl Gerhard                               | Tage Danielsson   | Idéonteatern           |